# Tchad
Tchad, quốc hiệu là Cộng hòa Tchad, là một quốc gia nội lục tại Trung Phi. Tchad giáp với Libya ở phía bắc, với Sudan ở phía đông, với Cộng hòa Trung Phi ở phía nam, với Cameroon và Nigeria ở phía tây nam và với Niger ở phía tây.
Tchad được chia thành các vùng: một đới sa mạc ở phía bắc, một vành đai Sahel khô cằn ở trung tâm và một đới xa van Sudan phì nhiêu hơn ở phía nam. Quốc gia lấy theo tên của hồ Tchad, đây là vùng đất ngập nước lớn nhất tại Tchad và lớn thứ nhì tại châu Phi. Đỉnh cao nhất của Tchad là Emi Koussi tại Sahara, còn thủ đô N'Djamena là thành phố lớn nhất. Tchad là nơi sinh sống của trên 200 dân tộc và nhóm ngôn ngữ khác nhau. Tiếng Ả Rập và tiếng Pháp là các ngôn ngữ chính thức. Hồi giáo và Ki-tô giáo là các tôn giáo được hành lễ rộng rãi nhất.
Bắt đầu vào thiên niên kỷ thứ 7 TCN, loài người di chuyển đến bồn địa Tchad với số lượng lớn, sau đó một loạt các quốc gia và đế quốc nổi lên rồi sụp đổ trong dải Sahel thuộc Tchad, tập trung vào kiểm soát các tuyến đường mậu dịch Xuyên Sahara băng qua khu vực. Pháp chinh phục lãnh thổ vào năm 1920 và hợp nhất nó thành một phần của Xích đạo châu Phi thuộc Pháp. Năm 1960, Tchad giành được độc lập dưới quyền lãnh đạo của François Tombalbaye. Người Hồi giáo ở phía bắc phẫn uất trước các chính sách của ông, tình cảm này bùng nổ thành một cuộc nội chiến kéo dài từ năm 1965. Năm 1978, các phiến quân đánh chiếm thủ đô và kết thúc quyền lãnh đạo của phương nam. Tuy nhiên, các chỉ huy phiến quân chiến đấu với nhau cho đến khi Hissène Habré đánh bại các đối thủ. Habré bị tướng của mình là Idriss Déby lật đổ vào năm 1990. Từ năm 2003, khủng hoảng Darfur tại Sudan tràn qua biên giới và khiến quốc gia bất ổn định.
Tchad vẫn gặp khó khăn do bạo lực chính trị và các nỗ lực đảo chính. Tchad là một trong số các quốc gia nghèo nhất và tham nhũng nhất trên thế giới; hầu hết cư dân sống trong cảnh bần cùng nhờ nông nghiệp tự cung cấp. Từ năm 2003, dầu thô trở thành nguồn thu nhập xuất khẩu chính của quốc gia, thay thế công nghiệp bông truyền thống.

## Lịch sử
Vào thiên niên kỷ thứ 7 TCN, các điều kiện sinh thái học tại nửa phía bắc của lãnh thổ Tchad tạo thuận lợi cho loài người định cư và khu vực này trải qua gia tăng dân số mạnh. Một vài trong số các di chỉ khảo cổ học quan trọng nhất tại châu Phi được phát hiện tại Tchad, chủ yếu tại khu vực Borkou-Ennedi-Tibesti Region; Một số có niên đại sớm hơn 2000 TCN.
Trong hơn 2.000 năm, bồn địa Tchad là nơi cư trú của các dân tộc nông nghiệp và định cư, trở thành một nơi gặp gỡ của các nền văn minh, lớn nhất trong đó là văn minh Sao truyền thuyết với các đồ tạo tác và lịch sử truyền khẩu. Sao sụp đổ trước Đế quốc Kanem, đây là đế quốc đầu tiên và kéo dài nhất trong số các đế quốc phát triển tại dải Sahel thuộc Tchad vào cuối thiên niên kỷ thứ 1 CN. Sức mạnh của Kanem và các quốc gia kế thừa nó dựa trên quyền kiểm soát các tuyến đường mậu dịch Xuyên Sahara đi qua khu vực. Các quốc gia này, ít nhất mặc nhận là người Hồi giáo, chưa từng mở rộng quyền kiểm soát của họ xuống các thảo nguyên phương nam ngoại trừ việc đột kích để bắt nô lệ. Trong Kanem, khoảng một pha dân số là nô lệ.

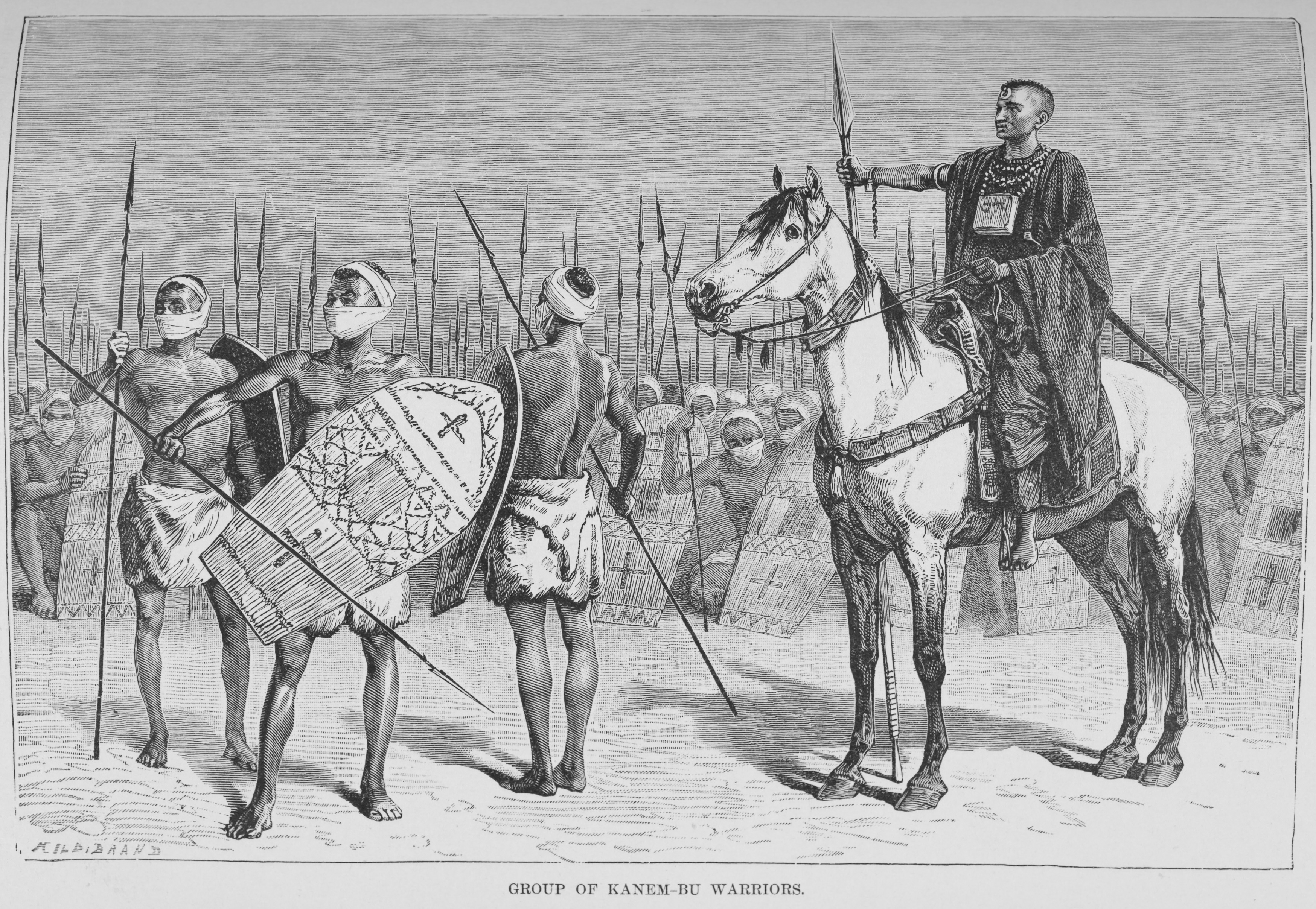
Nhóm các chiến binh Kanem-Bu. Đế quốc Kanem-Bornu kiểm soát hầu hết lãnh thổ nay thuộc Tchad.

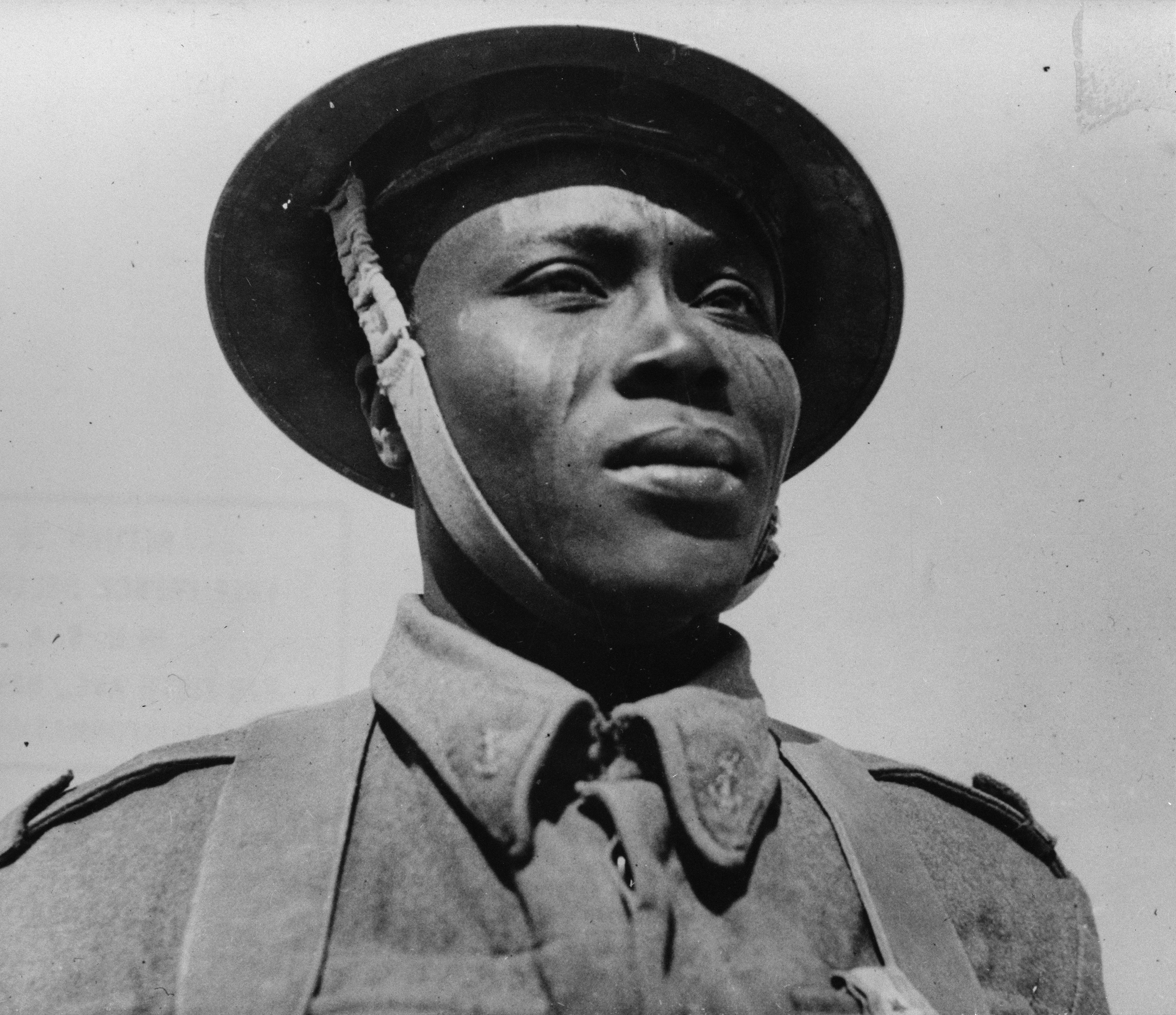
Một binh sĩ người Tchad chiến đấu cho Pháp quốc tự do trong Chiến tranh thế giới thứ hai. Lực lượng này gồm có 15.000 binh sĩ đến từ Tchad, trong đó có tổng thống tương lai François Tombalbaye.

Pháp mở rộng thuộc địa dẫn đến việc hình thành "Lãnh thổ quân sự quốc gia và xứ bảo hộ Tchad" năm 1900. Đến năm 1920, Pháp giành được quyền kiểm soát toàn bộ thuộc địa và hợp nhất nó vào Xích đạo Phi châu thuộc Pháp. Sự cai trị của Pháp tại Tchad có đặc trưng là thiếu các chính sách nhằm thống nhất lãnh thổ và hiện đại hóa chậm chạp so với các thuộc địa khác của Pháp.
Pháp chủ yếu xem thuộc địa là một nguồn không quan trọng về lao động chưa qua đào tạo và bông thô; Pháp đưa đến sản xuất bông quy mô lớn vào năm 1929. Chính quyền thuộc địa tại Tchad thiếu nhân lực trầm trọng và phải dựa vào các công vụ viên tồi người Pháp. Người Pháp chỉ quản lý hiệu quả với người Sara ở phía nam; còn sự hiện diện của họ đối với các khu vực phía bắc và phía đông theo Hồi giáo chỉ là trên danh nghĩa. Hệ thống giáo dục chịu ảnh hưởng từ sự bỏ bê này.
Sau Chiến tranh thế giới thứ hai, Pháp trao cho Tchad địa vị lãnh thổ hải ngoại và các cư dân Tchad được trao quyền bầu các đại diện tại Quốc hội Pháp và một hội đồng lập pháp của lãnh thổ. Chính đảng lớn nhất là Đảng Tiến bộ Tchad (PPT), có cơ sở tại nửa phía nam của thuộc địa. Tchad giành được độc lập vào ngày 11 tháng 8 năm 1960, lãnh đạo của PPT là một người Sara tên François Tombalbaye trở thành tổng thống đầu tiên.
Hai năm sau, François Tombalbaye cấm các chính đảng đối lập và thiết lập một hệ thống độc đảng. Quyền lực độc đoán của François Tombalbaye và cách quản lý tồi không nhạy cảm làm trầm trọng thêm căng thẳng giữa các dân tộc. Năm 1965, những người Hồi giáo bắt đầu tiến hành một cuộc nội chiến. François Tombalbaye bị lật đổ và sát hại vào năm 1975, song nội loạn vẫn tiếp tục. Năm 1979, các phe phái phiến quân đánh chiếm thủ đô và toàn bộ chính quyền trung ương Tchad sụp đổ. Các phe nhóm vũ trang tranh giành quyền lực, nhiều trong số đó bắt nguồn từ cuộc nổi dậy ở phía bắc.
Sự tan rã của Tchad khiến vị thế của Pháp tại quốc gia này suy sụp. Libya hành động để lấp đầy khoảng trống quyền lực và trở thành một thành phần trong nội chiến tại Tchad. Cuộc phiêu lưu của Libya kết thúc trong thất bại vào năm 1987; khi tổng thống thân Pháp Hissène Habré thu thập được một phản ứng thống nhất chưa từng thấy từ những người Tchad và buộc quân Libya triệt thoái khỏi lãnh thổ Tchad.
Hissène Habré củng cố chế độ độc tài của mình thông qua một hệ thống quyền lực dựa trên tham nhũng và bạo lực với hàng nghìn người được ước tính là đã bị giết dưới sự cai trị của ông. Vị tổng thống này ưu đãi dân tộc Daza của ông và phân biệt đối xử với các cựu đồng minh là người Zaghawa. Hissène Habré bị tướng dưới quyền là Idriss Déby lật đổ vào năm 1990. Các nỗ lực nhằm truy tố Hissène Habré dẫn đến việc người này bị quản thúc tại gia tại Sénégal vào năm 2005; vào năm 2013 thì chính thức bị buộc tội phạm tội ác chiến tranh trong thời gian cai trị.
Idriss Déby cố gắng hòa giải các nhóm phiến quân và khởi đầu lại chính trị đa đảng. Người dân Tchad chấp thuận một hiến pháp mới bằng trưng cầu dân ý, và đến năm 1996, Idriss Déby dễ dàng giành chiến thắng trong một cuộc bầu cử tổng thống cạnh tranh. Ông chiến thắng cho nhiệm kỳ thứ nhì vào 5 năm sau đó. Khai thác dầu bắt đầu tại Tchad vào năm 2003, đem đến hy vọng rằng Tchad cuối cùng có một số cơ hội tiến đến hòa bình và thịnh vượng. Tuy nhiên, bất đồng nội bộ trở nên tồi tệ hơn, và một cuộc nội chiến mới bùng nổ. Idriss Déby đơn phương sửa đổi hiến pháp để loại bỏ giới hạn hai nhiệm kỳ của chức tổng thống; điều này gây náo động trong xã hội dân cư và các đảng đối lập.
Năm 2006, Idriss Déby giành thắng lợi cho nhiệm kỳ tổng thống thứ ba, song cuộc bầu cử bị phe đối lập tẩy chay. Bạo lực sắc tộc tại đông bộ Tchad tăng lên, Cao ủy Liên Hợp Quốc cảnh báo một cuộc diệt chủng giống như tại Darfur có thể xáy ra tại Tchad. Năm 2006 và 2008, các lực lượng phiến quân từng nỗ lực chiếm thủ đô bằng vũ lực, song cả hai lần họ đều thất bại. Một hiệp định về khôi phục hòa hợp giữa Tchad và Sudan được ký vào năm 2010 đã đánh dấu chấm dứt cuộc chiến 5 năm giữa hai bên. Việc hàn gắn quan hệ khiến những phiến quân Tchad trở về tổ quốc từ Sudan, mở cửa biên giới giữa hai quốc gia sau 7 năm đóng cửa, và triển khai một lực lượng chung để bảo vệ biên giới. Vào tháng 5 năm 2013, các lực lượng an ninh tại Tchad làm thất bại một cuộc đảo chính chống Tổng thống Idriss Déby.

## Địa lý

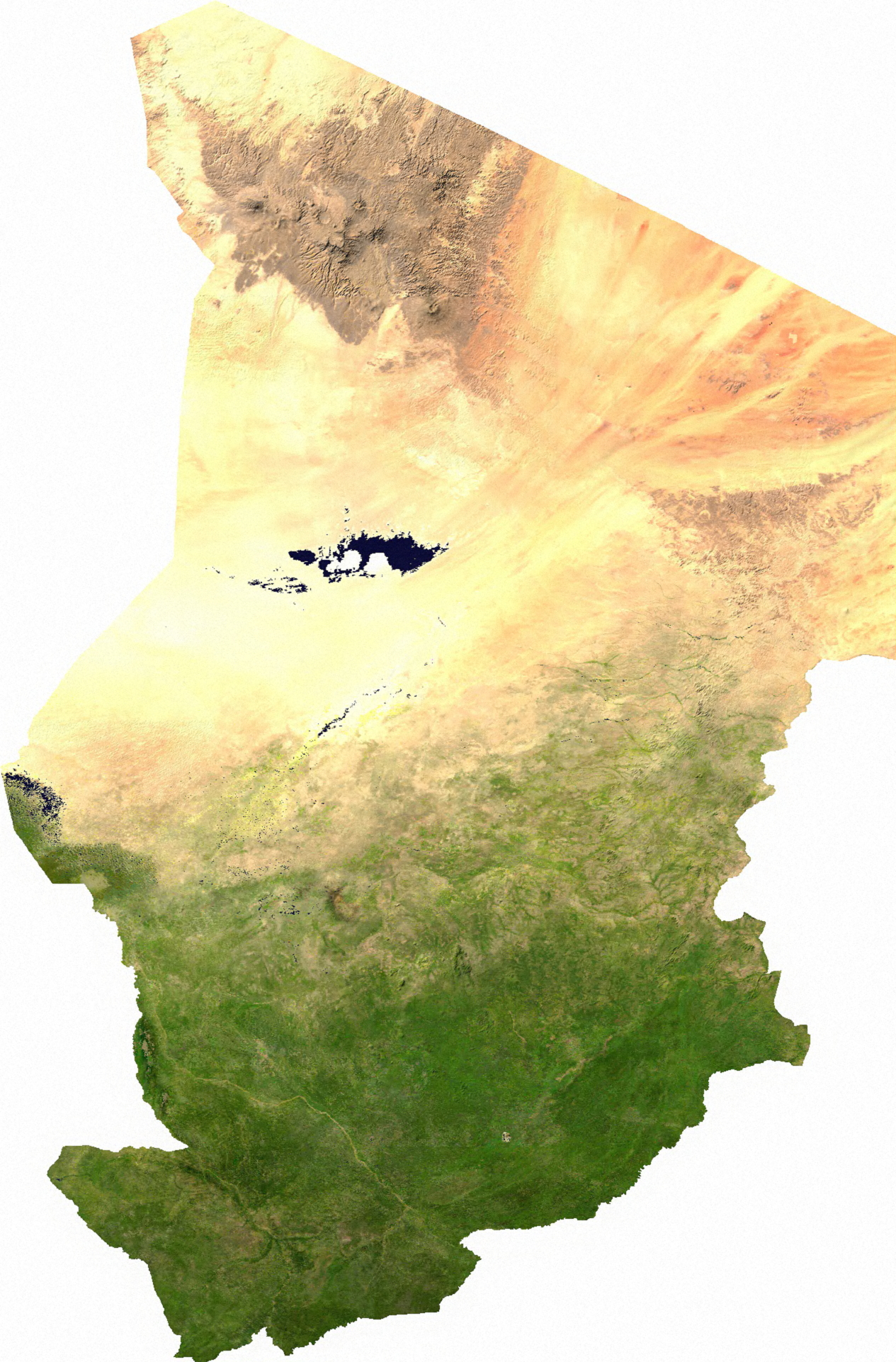
Tchad được chia thành ba khu vực riêng biệt, xa van Sudan ở phía nam, sa mạc Sahara ở phía bắc, và dải Sahel ở trung bộ.

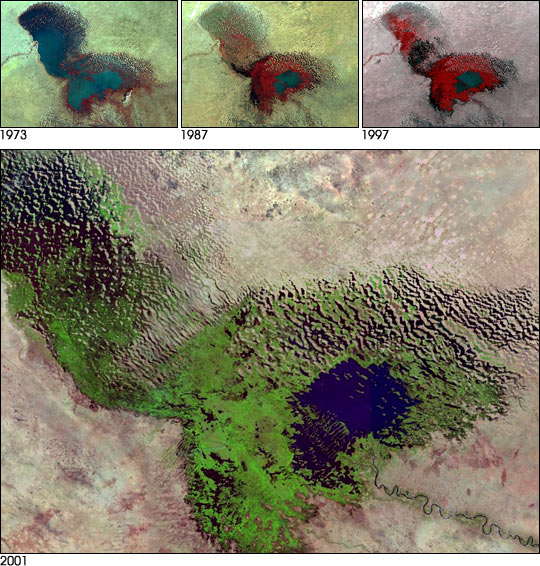
Hồ Tchad trong một ảnh vệ tinh năm 2001. Ở phía trên thể hiện sự thu hẹp quy mô của hồ từ năm 1973 đến năm 1997.

Với diện tích là 1.284.000 kilômét vuông (496.000 dặm vuông Anh), Tchad là quốc gia lớn thứ 21 trên thế giới, lớn hơn Nam Phi một chút. Tchad thuộc trung-bắc châu Phi, nằm giữa kinh độ 7°Đ và 24°Đ, giữa vĩ độ 13°B và 24°B.
Tchad giáp với Libya ở phía bắc, với Sudan ở phía đông, Niger ở phía tây, Nigeria và Cameroon ở phía tây nam, và phía nam giáp với Cộng hòa Trung Phi. Thủ đô của Tchad nằm cách cảng gần nhất là Douala, Cameroon 1.060 kilômét (660 mi), Do nằm xa biển nên Tchad phần lớn là có khí hậu hoang mạc, thỉnh thoảng được gọi là "Tâm chết của châu Phi".
Cấu trúc vật chất chi phối là một bồn địa rộng được bao bọc ở phía bắc, đông và nam bởi các dãy núi như Cao nguyên Ennedi ở đông-bắc. Hồ Tchad vốn là một hồ rộng lớn với diện tích 330.000 kilômét vuông (130.000 dặm vuông Anh) 7.000 năm trước. Song đến thế kỷ XXI thì hồ chỉ còn rộng khoảng 17.806 kilômét vuông (6.875 dặm vuông Anh), với diện tích bề mặt dao động mạnh theo mùa, Hồ là vùng đất ngập nước lớn thứ nhì tại châu Phi. Emi Koussi với cao độ 3.414 mét (11.201 ft) là đỉnh cao nhất tại Tchad và Sahara, là một núi lửa không hoạt động tại Dãy núi Tibesti.
Các bãi cỏ cao và đầm lầy rộng của khu vực tạo thêm lợi cho các loài chim, bò sát và thú lớn. Các sông chính của Tchad là Chari, Logone và các chi lưu của chúng, chúng chảy từ phía đông nam qua các xa van phía nam vào hồ Tchad.
Mỗi năm một hệ thống thời tiết nhiệt đới được gọi là đới phức hợp nhiệt đới di qua Tchad từ nam lên bắc, đem đến một mùa mưa kéo dài từ tháng 5 đến tháng 10 ở phía nam, và từ tháng 6 đến tháng 9 tại Sahel. Biến động về lượng mưa địa phương hình thành ba đới địa lý lớn: Sahara nằm ở một phần ba phía bắc với lượng mưa hàng năm khắp vùng dưới 50 milimét (2,0 in); chỉ đôi khi có các lùm cây cọ tự sinh là sống sót. Nằm sát sa mạc Sahara là một vành đai Sahel ở trung bộ của Tchad; lượng mưa thay đổi từ 300 đến 600 mm (11,8 đến 23,6 in) hàng năm. Tại Sahel, một thảo nguyên bụi gai (hầu hết là keo) dần nhường chỗ cho xa van Đông Sudan ở phía nam. Lượng mưa hàng năm trong vùng này là trên 900 mm (35,4 in).

### Loài hoang dã
Đới sống động vật và thực vật tại Tchad tương ứng với ba đới khí hậu. Tại vùng Sahara, thực vật duy nhất là các lùm cây chà là tại các ốc đảo. Các loại cọ và keo mọc tại vùng Sahel. Ở phía nam có các thảo nguyên rộng thích hợp cho chăn thả gia súc. Năm 2002, có ít nhất 134 loài thú, 532 loài chim (354 loài không di trú và 155 loài di trú), và trên 1.600 loài thực vật trên khắp Tchad.
Voi, sư tử, trâu, hà mã, tê giác, hươu cao cổ, linh dương, báo hoa mai, báo săn, linh cẩu, và nhiều loài rắn được phát hiện tại Tchad, song hầu hết loài ăn thịt lớn suy giảm mạnh về số lượng kể từ đầu thế kỷ XX.
Hoạt động phá rừng quy mô rộng khiến Tchad mất đi các loài cây như keo, bao báp, chà là và cọ. Điều này cũng khiến môi trường sống tự nhiên của các động vật hoang dã bị mất đi, một trong các lý do chính cũng là săn bắn và chăn nuôi gia súc ngày càng tăng. Các động vật như sư tử, báo hoa mai và tê giác đã bị sát hại gần hết.
Tổ chức Lương-nông tiến hành các nỗ lực nhằm cải thiện mối quan hệ giữa nông dân, nông-mục dân và mục dân tại Vườn quốc gia Zakouma, Siniaka-Minia, và khu bảo tồn Aouk tại đông nam bộ Tchad nhằm thúc đẩy phát triển bền vững. Nằm trong nỗ lực bảo tồn cấp quốc gia, trên 1,2 triệu cây được trồng lại để ngăn sa mạc mở rộng, nhân tiện cũng giúp cho kinh tế địa phương bằng thu nhập từ các cây keo, là thứ dùng để sản xuất gôm Ả Rập, hay từ các cây ăn quả.
Săn bắn là vấn đề nghiêm trọng tại Tchad, đặc biệt là voi cho ngành ngà voi sinh lợi và cũng là mối đe dọa đối với tính mạng của kiểm lâm. Voi thường bị sát hại trong các đàn và quanh các vườn quốc gia bởi các thợ săn có tổ chức.

## Chính phủ và chính trị
Hiến pháp Tchad quy định một nhánh hành pháp mạnh do tổng thống đứng đầu, người này chi phối hệ thống chính trị. Tổng thống có quyền bổ nhiệm thủ tướng và nội các và sử dụng ảnh hưởng đáng kể trong việc bổ nhiệm các thẩm phán, tướng lĩnh, quan chức cấp tỉnh và các hãng bán quốc doanh của Tchad. Trong các trường hợp đe dọa nghiêm trọng và trực tiếp, tổng thống hội ý với Quốc hội và có thể tuyên bố một tình trạng khẩn cấp. Tổng thống được bầu trực tiếp theo phổ thông đầu phiếu cho một nhiệm kỳ 5 năm; giới hạn nhiệm kỳ được bãi bỏ vào năm 2005, cho phép tổng thống duy trì quyền lực sau khi đến giới hạn 2 nhiệm kỳ. Hầu hết các cố vấn chủ chốt của Tổng thống Déby là người thuộc dân tộc Zaghawa, song các cá nhân người nam bộ và đối lập cũng có hiện diện trong chính phủ.
Tchad được Quỹ Hòa bình (FFP) xếp hạng là quốc gia thất bại, xếp hạng cao thứ bảy trong chỉ số quốc gia thất bại vào năm 2007, sau đó xu hướng là tăng lên mỗi năm. Tchad xếp thứ 4 trong chỉ số quốc gia thất bại vào năm 2012.
Tham nhũng lan tràn ở mọi cấp; Chỉ số nhận thức tham nhũng của Tổ chức Minh bạch quốc tế vào năm 2005 xếp Tchad (đồng hạng với Bangladesh) là quốc gia tham nhũng nhất thế giới. Thứ hạng của Tchad về chỉ số này chỉ cải thiện nhẹ trong những năm gần đây. Thứ hạng năm 2011 là 2/10. Những người chỉ trích Tổng thống Déby cáo buộc ông nhậm dụng thân tín và bộ lạc chủ nghĩa.
Hệ thống luật pháp của Tchad dựa trên dân luật Pháp và điều lệ tập quán của người Tchad, song tập quán không gây trở ngại cho trật tự công cộng và đảm bảo về bình đẳng trong hiến pháp. Mặc dù hiến pháp đảm bảo tính độc lập của tư pháp, song tổng thống bổ nhiệm hầu hết quan chức tư pháp chủ chốt. Cơ quan tư pháp tối cao trong hệ thống tư pháp là Tòa án Tối cao và Hội đồng Hiến pháp- hoạt động đầy đủ từ năm 2000. Tòa án Tối cao có một chánh án do tổng thống bổ nhiệm, và 15 ủy viên được bổ nhiệm trọn đời bởi tổng thống và quốc hội. Đứng đầu Tòa án hiến pháp là chín thẩm phán được chọn cho các nhiệm kỳ 9 năm. Nó có quyền xét lại pháp luật, các hiệp định và thỏa thuận quốc tế trước khi chúng được thông qua.

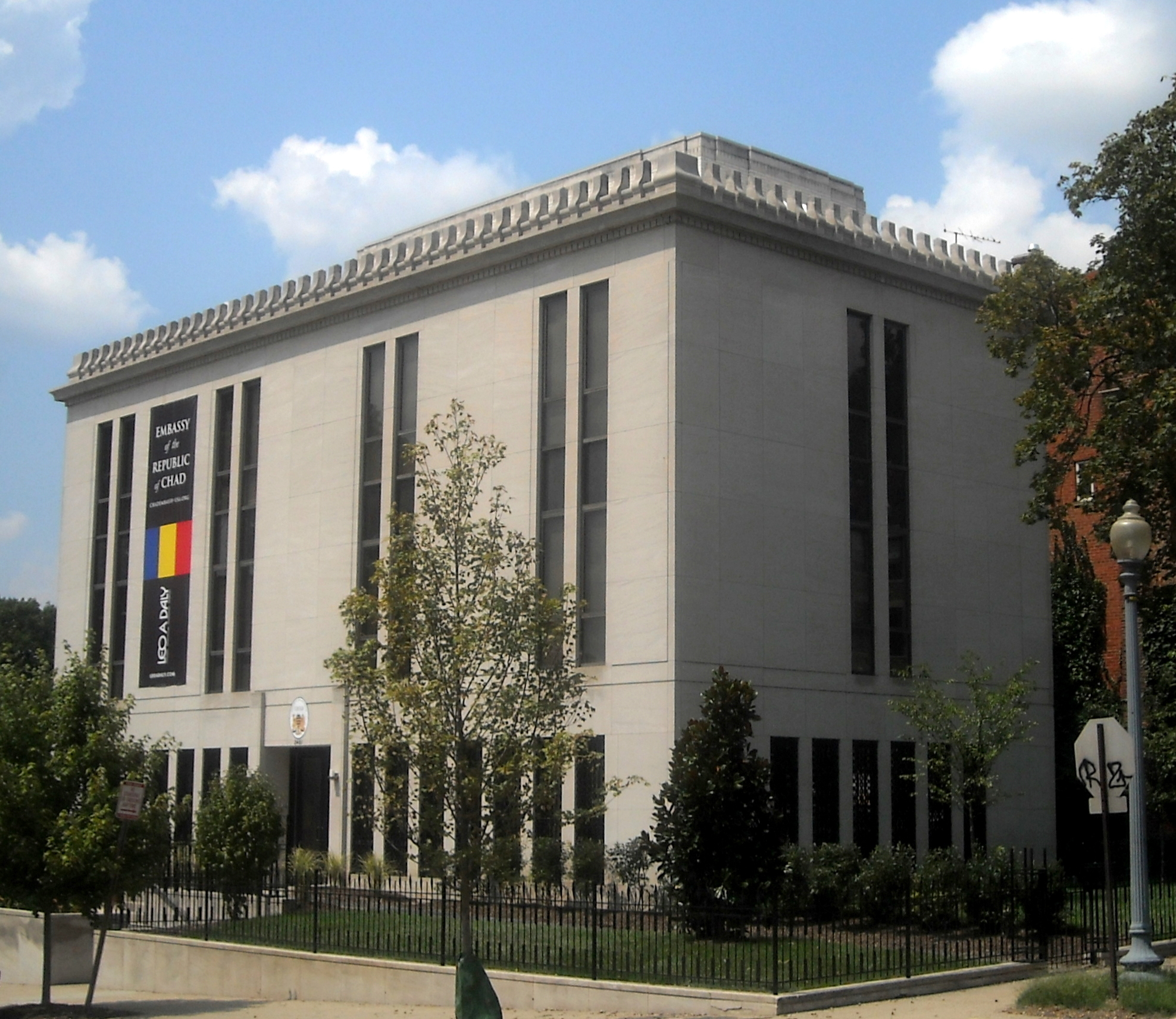
Đại sứ quán Tchad tại Washington, D.C., Hoa Kỳ

Quốc hội là cơ quan lập pháp, gồm 155 nghị viên được bầu cho các nhiệm kỳ 4 năm, tham gia họp ba lần mỗi năm. Quốc hội họp thường kỳ hai lần mỗi năm, bắt đầu vào tháng 3 và tháng 10 và có thể tổ chức các phiên họp đặc biệt khi thủ tướng triệu tập. Các nghị sĩ bầu Chủ tịch Quốc hội mỗi hai năm. Chủ tịch cần phải ký hoặc bác bỏ các điều lập mới thông qua trong vòng 15 ngày. Quốc hội cần phải phê duyệt các kế hoạch về chính quyền của thủ tướng và có thể buộc thủ tướng từ chức bằng một đa số phiếu bất tín nhiệm. Tuy nhiên, nếu Quốc hội từ chối chương trình của nhánh hành pháp hai lần trong một năm, tổng thống có thể giải tán Quốc hội và tuyên bố bầu cử nghị viện mới. Trong thực tế, Tổng thống có ảnh hưởng đáng kể đến Quốc hội thông qua đảng của người này là Phong trào Ái quốc cứu tế (MPS), vốn chiếm đa số lớn.
Cho đến khi hợp pháp hóa các đảng đối lập vào năm 1992, MPS của Déby là đảng hợp pháp duy nhất tại Tchad. Kể từ đó có 78 chính đảng đã đăng ký trở thành hoạt động. Năm 2005, các đảng đối lập và các tổ chức nhân quyền ủng hộ tẩy chay trưng cầu hiến pháp mà theo đó cho phép Déby có thể tái tranh cử nhiệm kỳ thứ ba trong khi có các tường thuật về vi phạm phổ biến trong đăng ký cư tri và quyền kiểm duyệt của chính phủ đối với truyền thông độc lập trong chiến dịch. Các phóng viên đánh giá cuộc bầu cử tổng thống năm 2006 mang tính hình thức, do phe đối lập cho rằng bỏ phiếu là trò hề và tẩy chay nó.

### Phân cấp hành chính

Vùng của Tchad

Kể từ tháng 2 năm 2008, Tchad được phân thành 22 vùng. Việc phân chia Tchad thành các vùng xuất hiện vào năm 2003 trong một quá trình phi tập trung hóa, khi chính phủ bãi bỏ 14 tỉnh trước đó. Mỗi vùng do một thống đốc đứng đầu, người này do tổng thống bổ nhiệm. Dưới các vùng là 61 tỉnh, đứng đầu là tỉnh trưởng. Các tỉnh này được chia thành 200 phó tỉnh, và được chia tiếp thành 446 tổng.
Các tổng được dự kiến thay thế bằng communautés rurales (xã), song khuôn khổ pháp lý và giám quản vẫn chưa hoàn tất. Hiến pháp quy định phi tập trung hóa chính phủ để thúc đẩy dân cư địa phương đóng một vai trò tích cực trong sự phát triển của họ. Hiến pháp tuyên bố rằng mỗi đơn vị hành chính được quản lý bởi hội đồng địa phương được bầu lên, song không có cuộc bầu cử địa phương nào được tiến hành và các cuộc bầu cử cấp xã được lên kế hoạch tổ chức vào năm 2005 đã bị hoãn lại nhiều lần.
Các vùng là:
|  | 1. Batha 2. Chari-Baguirmi 3. Hadjer-Lamis 4. Wadi Fira 5. Bahr el Gazel 6. Borkou 7. Ennedi 8. Guéra 9. Kanem 10. Lac 11. Logone Occidental 12. Logone Oriental 13. Mandoul 14. Mayo-Kebbi Est 15. Mayo-Kebbi Ouest 16. Moyen-Chari 17. Ouaddaï 18. Salamat 19. Sila 20. Tandjilé 21. Tibesti 22. N'Djamena |

### Quân sự
Năm 2011, Tchad giành 1,6% GDP cho quân đội, trong khi tỷ lệ vào năm 2009 là 4,2%, là khi quốc gia đang vướng vào nội chiến, với các phiến quân được Sudan ủng hộ. Đến năm 2013 thì con số này tăng lên 2,0% GDP, khi Tchad bắt đầu can thiệp quân sự tại bắc bộ Mali, nhằm giúp Pháp và các quốc gia châu Phi khác khôi phục chủ quyền tại vùng phía bắc. Quân đội Tchad có trên 20.350 nhân viên thường trực và 3 triệu người trong tuổi nghĩa vụ quân sự.
Có nhiều nhóm nổi dậy tại Tchad trong vài thập niên qua. Năm 2007, một hiệp định hòa bình được ký kết mà theo đó tích hợp các binh sĩ của Mặt trận Thống nhất về Thay đổi dân chủ hay "FUC" vào Quân đội Tchad. Phong trào Công lý và Dân củ tại Tchad hay "MDJT" cũng có xung đột với lực lượng chính phủ vào năm 2003 trong một nỗ lực nhằm lật đổ Tổng thống Idriss Déby. Thêm vào đó, có nhiều vụ xung đột với các phiến quân Janjaweed của Sudan tại đông bộ Tchad, nhóm này từng dùng trực thăng vũ trang sát hại thường dân. Hiện nay, Liên minh các lực lượng kháng chiến hay "UFR" là một nhóm phiến quân vẫn tiếp tục giao chiến với chính phủ Tchad. Năm 2010, UFR được tường trình là có một lực lượng gồm 6.000 lính và 300 xe.

## Kinh tế

GDP bình quân đầu người của Tchad từ năm 1950

Chỉ số phát triển con người của Liên Hợp Quốc xếp Tchad vào hàng nghèo nhất thế giới, với trên 80% dân số sống dưới mức nghèo khổ. GDP (PPP) trên người được ước tính là 1.651 USD vào năm 2009. Tchad là một thành viên của Ngân hàng Các quốc gia Trung Phi, Cộng đồng Kinh tế Các quốc gia Trung Phi (UDEAC) và Tổ chức về Hài hòa pháp luật thương nghiệp tại châu Phi (OHADA).
Đơn vị tiền tệ hiện nay của Tchad là franc CFA. Trong thập niên 1960, ngành công nghiệp khai mỏ của Tchad sản xuất Natri cacbonat. Cũng có các báo cáo về thạch anh chứa vàng tại tỉnh Biltine. Tuy nhiên, nhiều năm nội chiến khiến các nhà đầu tư nước ngoài lo sợ; họ rời khỏi Tchad từ năm 1979 đến 1982 và chỉ gần đây mới bắt đầu có niềm tin vào tương lai của quốc gia này. Năm 2000, đầu tư trực tiếp nước ngoài quy mô lớn trong lĩnh vực dầu mỏ bắt đầu, thúc đẩy triển vọng kinh tế của quốc gia.
Trên 80% dân số Tchad dựa vào trồng trọt và chăn nuôi cho sinh kế của họ. Các loại cây trồng và địa điểm chăn thả các đàn gia súc được xác định do khí hậu địa phương. 10% cực nam của Tchad là vùng đất trồng trọt phì nhiêu nhất của quốc gia, với sản lượng cao về lúa miến, kê. Tại Sahel, chỉ có các loại kê cứng được trồng, và có sản lượng thấp hơn nhiều so với phía nam. Trên một khía cạnh khác, Sahel là mục trường lý tưởng đối với các đàn gia súc thương mại lớn, như dê, cừu, lừa và ngựa. Các ốc đảo rải rác trên sa mạc Sahara cấp dưỡng chỉ cho các loại chà là và họ đậu. Các thành phố của Tchad đối mặt với khó khăn nghiêm trọng về cơ sở hạ tầng đô thị, chỉ 48% cư dân đô thị tiếp cận được với nước sạch và chỉ 2% có điều kiện vệ sinh cơ bản.
Trước khi ngành công nghiệp dầu mỏ phát triển, bông là ngành công nghiệp chi phối, cũng như chi phối về thị trường lao động, chiếm xấp xỉ 80% thu nhập xuất khẩu. Bông vẫn là một mặt hàng xuất khẩu chính, song không rõ về số lượng chính xác. Pháp, Hà Lan, Liên minh châu Âu, và Ngân hàng Tái thiết và Phát triển Quốc tế (IBRD) cung cấp tài chính để khôi phục Cotontchad, một công ty bông lớn từng chịu tổn thất từ suy giảm giá bông trên thế giới. Các công ty bán quốc doanh được dự kiến tư nhân hóa.

### Cơ sở hạ tầng

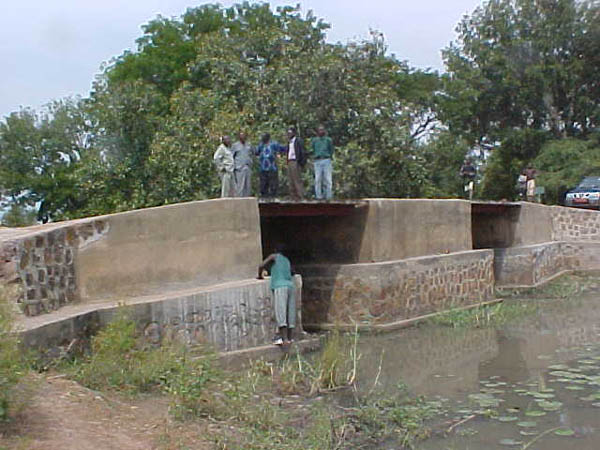
Một cầu bắc qua sông Bragoto.

Nội chiến làm tê liệt sự phát triển của cơ sở hạ tầng giao thông; năm 1987, Tchad chỉ có 30 kilômét (19 mi) đường trải nhựa. Các dự án cải tạo đường bộ giúp cải thiện mạng lưới lên 550 kilômét (340 mi) vào năm 2004. Tuy vậy, mạng lưới đường bộ vẫn hạn chế, đường bộ thường không thể đi được trong vài tháng mỗi năm. Tchad phải phụ thuộc nhiều vào hệ thống đường sắt của Cameroon để vận chuyển hàng hóa xuất nhập khẩu của Tchad đến và đi từ hải cảng Douala. Tháng 3 năm 2011, Tchad và Công ty Công trình dân dụng Trung Quốc (CCECC) ký một thỏa thuận trị giá 7,5 tỷ USD nhằm xây dựng trên 1.300 km đường sắt khổ chuẩn tại Tchad, kết nối đến biên giới Sudan và Cameroon.
Lĩnh vực năng lượng của Tchad phải trải qua nhiều năm quản lý yếu kém từ Hiệp hội nước và điện lực (STEE) bán quốc doanh, doanh nghiệp này cung cấp điện cho 15% công dân thủ đô và chỉ 1,5% dân số quốc gia. Hầu hết người Tchad lấy năng lượng bằng cách đốt các nhiên liệu sinh học như gỗ và phân động vật.
ExxonMobil dẫn đầu một tài đoàn gồm cả Chevron và Petronas để đầu tư 3,7 tỷ USD nhằm phát triển trữ lượng dầu mỏ dự tính là 1 tỷ thùng tại nam bộ Tchad. Sản xuất dầu mỏ bắt đầu vào năm 2003 với việc hoàn thành một đường ống dẫn nối các mỏ dầu ở nam bộ Tchad với đầu cuối trên bờ biển Đại Tây Dương của Cameroon. Là một điều kiện viện trợ, Ngân hàng Thế giới yêu cầu rằng 80% lợi nhuận dầu mỏ được dành cho các dự án phát triển. Tháng 1 năm 2006, Ngân hàng Thế giới đình chỉ chương trình cho vay khi chính phủ Tchad thông qua các dựa luật giảm bớt số lượng này. Ngày 14 tháng 7 năm 2006, Ngân hàng Thế giới và Tchad ký một bị vong lục mà theo đó Chính phủ Tchad cam kết giành 70% chi tiêu cho ưu tiên các chương trình giảm nghèo.
Tháng 9 năm 2010, tỷ lệ thâm nhập của điện thoại di động tại Tchad được ước tính là 24,3% dân số.
Khán giả truyền hình tại Tchad giới hạn tại N'Djamena, và đài truyền hình duy nhất là TeleTchad thuộc sở hữu nhà nước. Phát thanh có tầm tiếp cận lớn hơn nhiều, với 13 đài phát thanh tư nhân. Báo chí hạn chế về số lượng và phân phối, số lượng phát hành thấp do chi phí vận chuyển, tỷ lệ biết chữ thấp và nghèo khổ. Mặc dù hiến pháp bảo vệ quyền tự do ngôn luận, song chính phủ thường xuyên hạn chế quyền này, và đến cuối năm 2006 bắt đầu ban hành một hệ thống kiểm duyệt trước đối với truyền thông.
Các nhà giáo dục phải đối mặt với các thách thức nghiêm trọng do dân số phân tán và ở mức độ nhất định là sự miễn cưỡng của các cha mẹ trong việc cho con của họ đến trường. Mặc dù theo học là bắt buộc, song chỉ 68% số trẻ trai là học tiểu học và hơn một nửa dân số mù chữ. Giáo dục bậc đại học được cung cấp tại Đại học N'Djamena. Với 33%, Tchad là một trong các quốc gia có tỷ lệ biết chữ thấp nhất tại châu Phi Hạ Sahara.

## Nhân khẩu

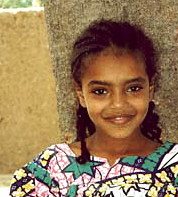
Một bé gái từ vùng Ouaddaï.

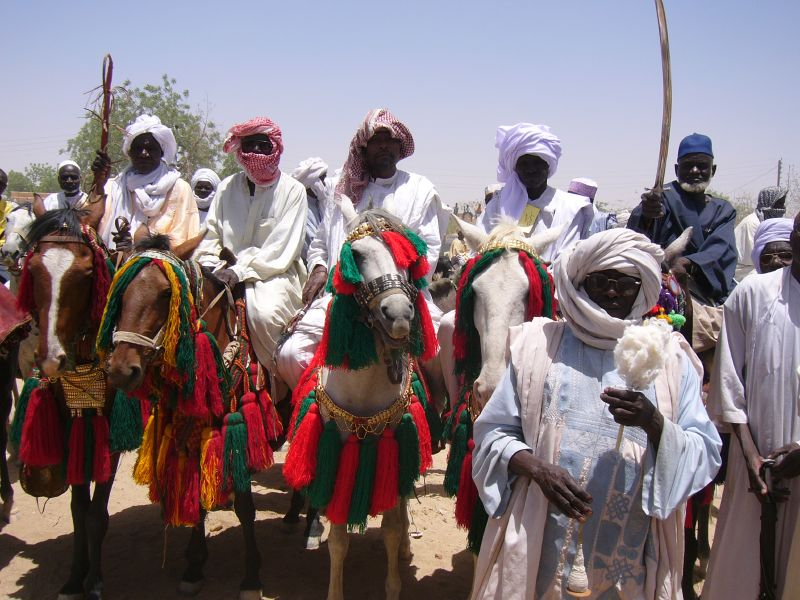
Một đoàn bộ lạc tại Tchad.

Theo ước tính, vào năm 2005 dân số của Tchad là 10.146.000; 25,8% sống tại các khu vực thành thị và 74,8% sống tại các khu vực nông thôn. Tchad có dân số trẻ: ước tính 47,3% dưới 15. Tỷ suất sinh ước tính là 42,35 ca sinh trên 1.000 người, tỷ suất tử là 16,69. Tuổi thọ bình quân là 49,44 năm, xếp hạng thấp nhất trên thế giới theo thống kê của Cục tình báo Trung ương Hoa Kỳ năm 2014.
Dân số Tchad phân bố không đều, với 0,1/km2 (0,26/sq mi) tại vùng Borkou-Ennedi-Tibesti thuộc Sahara song lên 52,4/km2 (136/sq mi) tại vùng Logone Occidental. Tại thủ đô, mật độ dân số còn cao hơn. Khoảng một nửa dân số quốc gia sống tại 1/5 phía nam của lãnh thổ, khiến cho vùng này có mật độ dân số cao nhất.

Sinh hoạt đô thị hầu như chỉ giới hạn tại thủ đô, nơi dân số chủ yếu tham gia vào thương nghiệp. Các đô thị lớn khác là Sarh, Moundou, Abéché và Doba, chúng có mức đô thị hóa thấp hơn song đang phát triển nhanh chóng và cùng với thủ đô là các nhân tố quyết định trong tăng trưởng kinh tế. Từ năm 2003, 230.000 người Sudan tị nạn đã chạy sang đông bộ Tchad do chiến tranh tại Darfur. Với 172.600 người Tchad phải chuyển chỗ ở do nội chiến ở phía đông, điều này làm gia tăng căng thẳng giữa các cộng đồng khu vực.

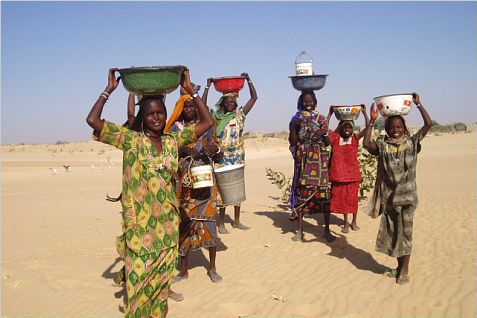
Nữ giới tại Mao đi lấy nước từ một tháp nước.

Đa thê là hiện tượng phổ biến, với 39% phụ nữ sống trong các cuộc hôn nhân như vậy. Tình trạng này được luật pháp cho phép, theo đó tự động cho phép đa thê trừ khi phối ngẫu xác định rằng đây là điều không thể chấp nhận trong hôn nhân. Mặc dù bạo lực chống phụ nữ bị cấm, song bạo lực gia đình là điều phổ biến. Cắt xẻo bộ phận sinh dục nữ cũng bị cấm, song vẫn được tiến hành phổ biến và đã ăn sâu vào truyền thống: 45% phụ nữ Tchad trải qua thủ tục này, tỷ lệ này cao hơn trong cộng đồng người Ả Rập, Hadjarai, và Ouaddaï. Tỷ lệ thấp hơn được ghi nhận trong cộng đồng Sara (38%) và Toubou (2%). Nữ giới thiếu các cơ hội bình đẳng trong giáo dục và đào tạo, khiến họ gặp khó khăn trong việc cạnh tranh việc làm trong lĩnh vực chính thức vốn đã tương đối ít. Mặc dù các luật về tài sản và thừa kế không phân biệt đối xử với nữ giới, song các lãnh đạo địa phương xét xử hầu hết các vụ án thừa kế theo hướng ưu tiên nam giới, theo như thông lệ truyền thống.

### Dân tộc
Tchad có trên 200 dân tộc khác nhau, tạo ra cấu trúc xã hội đa dạng. Chính quyền thuộc địa và chính quyền quốc gia có các nỗ lực nhằm áp đặt một xã hội quốc gia, song đối với hầu hết người Tchad thì ảnh hưởng quan trọng nhất ngoài gia đình vẫn là xã hội địa phương hoặc khu vực. Tuy thế, người Tchad có thể được phân loại theo khu vực địa lý mà họ sống.
Người Sara sống định cư ở phía nam là dân tộc chính của quốc gia, có các đơn vị xã hội xác định theo dòng giống. Các dân tộc định cư tại Sahel sống gần bên những người du mục như người Ả Rập-dân tộc lớn thứ nhì của quốc gia. Ở phía bắc có những người du mục cư trú, hầu hết là người Toubou.

### Ngôn ngữ
Các ngôn ngữ giao dịch chính thức tại Tchad là tiếng Pháp, tiếng Ả Rập, và tiếng Hausa cũng là ngôn ngữ phổ biến, song trên 100 ngôn ngữ và phương ngôn cũng được nói. Do vai trò quan trọng của các thương nhân Ả Rập lưu động và các thương nhân định cư trong các cộng đồng địa phương, tiếng Ả Rập Tchad trở thành một ngôn ngữ chung.

### Tôn giáo
| Tôn giáo tại Tchad | Tôn giáo tại Tchad | Tôn giáo tại Tchad | Tôn giáo tại Tchad | Tôn giáo tại Tchad |
| ------------------ | ------------------ | ------------------ | ------------------ | ------------------ |
| tôn giáo           | tôn giáo           |                    | tỷ lệ              | tỷ lệ              |
| Hồi giáo           | Hồi giáo           |                    | 55%                | 55%                |
| Cơ Đốc giáo        | Cơ Đốc giáo        |                    | 41%                | 41%                |
| Vô thần            | Vô thần            |                    | 2%                 | 2%                 |
| Tín ngưỡng         | Tín ngưỡng         |                    | 1%                 | 1%                 |
| Khác               | Khác               |                    | 1%                 | 1%                 |

Tchad là một quốc gia đa dạng về tôn giáo, theo điều tra nhân khẩu năm 1993 thì 54% người Tchad là tín đồ Hồi giáo, 20% là tín đồ Công giáo La Mã, 14% là tín đồ Tin Lành, 10% theo thuyết vật linh và 3% là vô thần. Thuyết vật linh gồm nhiều tín ngưỡng hướng về tổ tiên và địa điểm, biểu hiện mang tính đặc trưng cao. Hồi giáo được thể hiện theo nhiều cách. Ki-tô giáo đến Tchad cùng với các nhà truyền giáo người Pháp và người Mỹ. Tín đồ Hồi giáo tập trung chủ yếu ở bắc bộ và đông bộ Tchad, còn người theo thuyết vật linh và tín đồ Ki-tô giáo tập trung chủ yếu tại nam bộ Tchad và Guéra. Hiến pháp quy định Tchad là nhà nước thế tục và đảm bảo tự do tôn giáo; các cộng đồng tôn giáo khác nhau thường cùng tồn tại mà không có vấn đề.

## Văn hóa

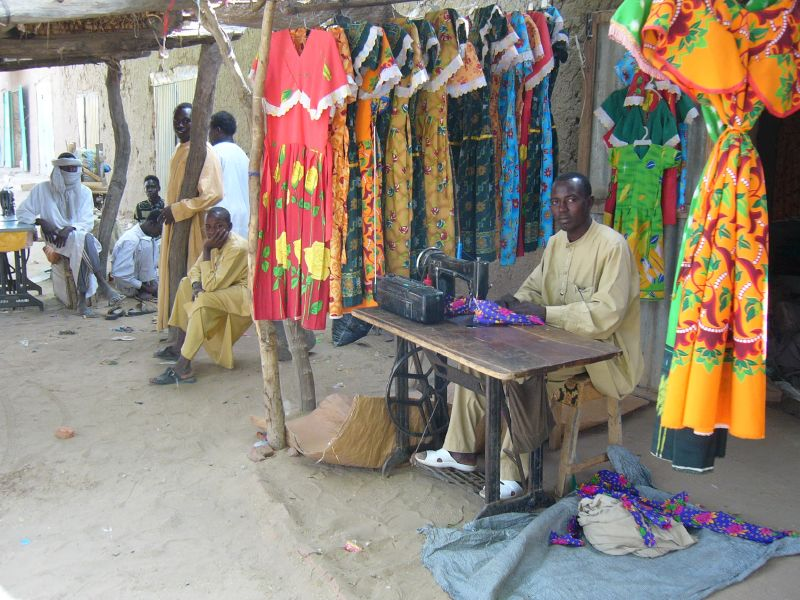
Một thợ may Tchad bán các y phục truyền thống.

Do có sự đa dạng lớn về dân tộc và tôn giáo, Tchad sở hữu một di sản văn hóa phong phú. Chính phủ Tchad tích cực thúc đẩy văn hóa và các truyền thống dân tộc bằng việc mở cửa Bảo tàng quốc gia Tchad và Trung tâm văn hóa Tchad. Sáu ngày lễ quốc gia được cử hành mỗi năm, và các ngày lễ không cố định theo lịch Gregory là Thứ hai Phục sinh và các ngày lễ Hồi giáo Eid ul-Fitr, Eid ul-Adha, và Eid Milad Nnabi.
Âm nhạc Tchad có một số nhạc cụ dị thường như kinde, một loại đàn hạc vĩ; kakaki, một chiếc kèn co dài bằng thiếc; và hu hu, một nhạc cụ có dây sử dụng bầu như loa phóng thanh. Các nhạc cụ khác và những kết hợp của chúng có liên kết nhiều hơn với các dân tộc cụ thể: người Sara thích còi, balafon, đàn hạc và trống kodjo; còn người Kanembu kết hợp các âm thanh khi đánh trống với âm thanh từ các nhạc cụ giống như sáo. Người dân Tchad thường không xem trọng âm nhạc hiện đại, song đến năm 1995 thì sự quan tâm lớn hơn đã phát triển và cổ vũ phát hành các CB và băng cassette tiết mục của nghệ sĩ Tchad. Vi phạm bản quyền và thiếu bảo hộ pháp lý đối với các quyền của nghệ sĩ vẫn là các vấn đề để ngành công nghiệp âm nhạc Tchad phát triển hơn nữa.
Kê là lương thực chính trên khắp Tchad, được dùng để làm thành viên bột nhúng vào nước xốt khi ăn. Ở phía bắc, món này được gọi là alysh; còn ở phía nam được gọi là biya. Cá là thực phẩm phổ biến, chúng thường được chế biến và bán dưới dạng salanga (Alestes và Hydrocynus phơi khô và hun khói nhẹ) hay banda (cá lớn hun khói). Carcaje là một thức uống ngọt phổ biến được chiết xuất từ lá dâm bụt. Đồ uống có cồn vắng bóng ở phía bắc song phổ biến ở phía nam, tại đây người dân uống bia kê, được gọi là billi-billi khi được ủ từ kê đỏ và coshate được ủ từ kê trắng.
Giống như tại các quốc gia Sahel khác, văn học Tchad trải qua một cơn khát kinh tế, chính trị và tinh thần tác động đến các nhà văn nổi tiếng nhất. Các tác gia Tchad buộc phải viết trong cảnh lưu vong hoặc tha hương và tạo ra thứ văn học bị chi phối bởi chủ đề đàn áp chính trị và đàm luận lịch sử. Từ năm 1962, 20 tác gia người Tchad đã viết khoảng 60 tác phẩm hư cấu. Trong số các nhà văn nổi tiếng nhất ở quy mô quốc tế có Joseph Brahim Seïd, Baba Moustapha, Antoine Bangui và Koulsy Lamko. Năm 2003, nhà phê bình văn học duy nhất của Tchad là Ahmat Taboye cho xuất bản tác phẩm Anthologie de la littérature tchadienne của ông để tăng cường hiểu biết về văn học Tchad ở tầm quốc tế và trong giới trẻ và để bù đắp cho việc thiếu các nhà xuất bản và cấu trúc quảng cáo tại Tchad.
Sự phát triển của một ngành công nghiệp điện ảnh Tchad chịu sự tàn phá của nội chiến và thiếu rạp chiếu phim, khi mà toàn quốc chỉ có một rạp. Bộ phim đầu tiên của Tchad là Bye Bye Africa, được sản xuất vào năm 1999 bởi Mahamat Saleh Haroun. Bộ phim sau đó của ông là Abouna được giới phê bình hoan nghênh, và Daratt của ông giành giải Đại đặc biệt của ban giám khảo tại Liên hoan phim Venezia lần thứ 63. Phim A Screaming Man năm 2010 đoạt giải ban giám khảo tại Liên hoan phim Cannes 2010, khiến Haroun là đạo diễn người Tchad đầu tiên tham gia và giành chiến thắng một giải thưởng chính tại Cannes.
Bóng đá là môn thể thao phổ biến nhất tại Tchad. Đội tuyển bóng đá thi đấu tại Sân vận động tổng hợp Idriss Mahamat Ouya và được theo dõi sát trong các cuộc thi đấu quốc tế. Các cầu thủ bóng đá của Tchad cũng thi đấu cho các đội bóng của Pháp. Bóng rổ và vật tư do được chơi rộng rãi, vật còn được thi đấu dưới dạng các đô vật mặc da động vật theo truyền thống và phủ bụi lên người.
Năm 2007, Hilton và Salim Group Inc phát triển khách sạn đầu tiên của Tchad tại N'Djamena.